# MARCH8
MARCH8 (англ. Membrane associated ring-CH-type finger 8) – білок, який кодується однойменним геном, розташованим у людей на 10-й хромосомі. Довжина поліпептидного ланцюга білка становить 291 амінокислот, а молекулярна маса — 32 965.
| 10         |  | 20         |  | 30         |  | 40         |  | 50         |
| ---------- |  | ---------- |  | ---------- |  | ---------- |  | ---------- |
| MSMPLHQISA |  | IPSQDAISAR |  | VYRSKTKEKE |  | REEQNEKTLG |  | HFMSHSSNIS |
| KAGSPPSASA |  | PAPVSSFSRT |  | SITPSSQDIC |  | RICHCEGDDE |  | SPLITPCHCT |
| GSLHFVHQAC |  | LQQWIKSSDT |  | RCCELCKYEF |  | IMETKLKPLR |  | KWEKLQMTSS |
| ERRKIMCSVT |  | FHVIAITCVV |  | WSLYVLIDRT |  | AEEIKQGQAT |  | GILEWPFWTK |
| LVVVAIGFTG |  | GLLFMYVQCK |  | VYVQLWKRLK |  | AYNRVIYVQN |  | CPETSKKNIF |
| EKSPLTEPNF |  | ENKHGYGICH |  | SDTNSSCCTE |  | PEDTGAEIIH |  | V          |

A: Аланін

C: Цистеїн

D: Аспарагінова кислота

E: Глутамінова кислота

F: Фенілаланін

G: Гліцин

H: Гістидин

I: Ізолейцин

K: Лізин

L: Лейцин

M: Метіонін

N: Аспарагін

P: Пролін

Q: Глутамін

R: Аргінін

S: Серин

T: Треонін

V: Валін

W: Триптофан

Кодований геном білок за функціями належить до трансфераз, фосфопротеїнів. 
Задіяний у таких біологічних процесах, як адаптивний імунітет, імунітет, убіквітинування білків, альтернативний сплайсинг. 
Білок має сайт для зв'язування з іонами металів, іоном цинку. 
Локалізований у мембрані, цитоплазматичних везикулах, лізосомі, ендосомах.